# Michele Carrea
Michele Carrea (Milano, 20 maggio 1982) è un allenatore di pallacanestro italiano.